# 勒福尔瓜特
勒福尔瓜特（法語：Le Folgoët，法語發音：[lə fɔlɡwat]）是法国菲尼斯泰尔省的一个市镇，属于布雷斯特区。 

## 地理
该地名“Le Folgoët”发音特殊，其发音为[lə fɔlɡwat]而非[lə fɔlɡɔɛ]，根据实际发音其应译作“勒福尔瓜特”（同“Le Folgoite”译），《世界地名翻译大辞典》与《世界地名译名词典》将其纯按拼写误译作“勒福尔戈埃”。
勒福尔瓜特（48°33'44"N, 4°20'4"W）面积9.77 平方千米，位于法国布列塔尼大區菲尼斯泰尔省，该省份为法国最西部的省份，位于布列塔尼半岛西部，北西南三面环大西洋，东临阿摩尔滨海省和莫尔比昂省。
与勒福尔瓜特接壤的市镇（或旧市镇、城区）包括：勒德雷内克、凯尔尼利斯、凯尔努埃斯、拉纳尔维利、莱斯讷旺、普卢达涅勒、圣弗雷冈。
勒福尔瓜特的时区为UTC+01:00、UTC+02:00（夏令时）。

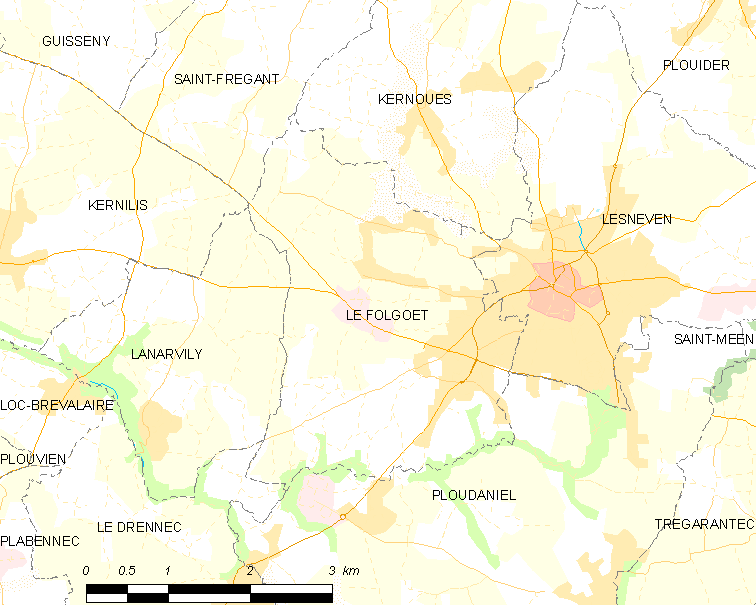
勒福尔瓜特的OSM定位图

## 行政
勒福尔瓜特的邮政编码为29260，INSEE市镇编码为29055。

## 政治
勒福尔瓜特所属的省级选区为莱斯讷旺县。

## 人口

1962-2008年间勒福尔瓜特人口变化图示

勒福尔瓜特于2022年1月1日时的人口数量为3290人。